# Acco bicolora
Acco bicolora är en fjärilsart som beskrevs av George Thomas Bethune-Baker 1904. Acco bicolora ingår i släktet Acco och familjen björnspinnare. Inga underarter finns listade i Catalogue of Life.